# Diphyus adventor
Diphyus adventor là một loài tò vò trong họ Ichneumonidae.